# Afdeling (organisatie)
Een afdeling is een (lokale) afsplitsing of suborganisatie van een wijdvertakte vereniging.
Een afdeling kan enerzijds functioneren als een nagenoeg zelfstandige vereniging, maar kan anderzijds gebonden zijn aan de regels van de overkoepelende organisatie. Een afdeling is doorgaans werkzaam in een bepaald geografisch gebied; dat kan een stad, deelstaat of provincie, land of zelfs een werelddeel zijn. Als er genoeg leden in een bepaald gebied zijn om een eigen activiteiten op te zetten en een eigen bestuur te vormen, kan er voor dat gebied een specifieke afdeling worden opgericht. Sommige afdelingen zijn echter niet geografisch maar naar een ander criterium opgericht, bijvoorbeeld naar het geslacht van de deelnemende leden.
De afspraken tussen de moederorganisatie en de lokale afdelingen kunnen van geval tot geval sterk verschillen.

## Chapter
Sommige organisaties hanteren de Engelse term chapter in plaats van het Nederlandse woord afdeling. Oorspronkelijk was een 'chapter' een religieus kapittel. De woorden 'chapter' en 'kapittel' zijn afgeleid van het woord caput – Latijn voor 'hoofd'.
De term 'chapter' komt veel voor bij organisaties die hun oorsprong in de Verenigde Staten hebben, zoals de  motorclub de Hells Angels en de Wikimedia Foundation. Ook de afdelingen van de HOG (Harley Owners Group) heten chapters. Veel internationale organisaties van beroepsbeoefenaren of wetenschappers uit een bepaald vakgebied hebben plaatselijke chapters.